# Heiligkreuz-Kapelle (Trier)
|  |  |

Die Heiligkreuz-Kapelle im Trierer Stadtteil Heiligkreuz ist eine Kapelle in Kreuzform, die dem Ortsteil seinen Namen gab.

## Geschichte

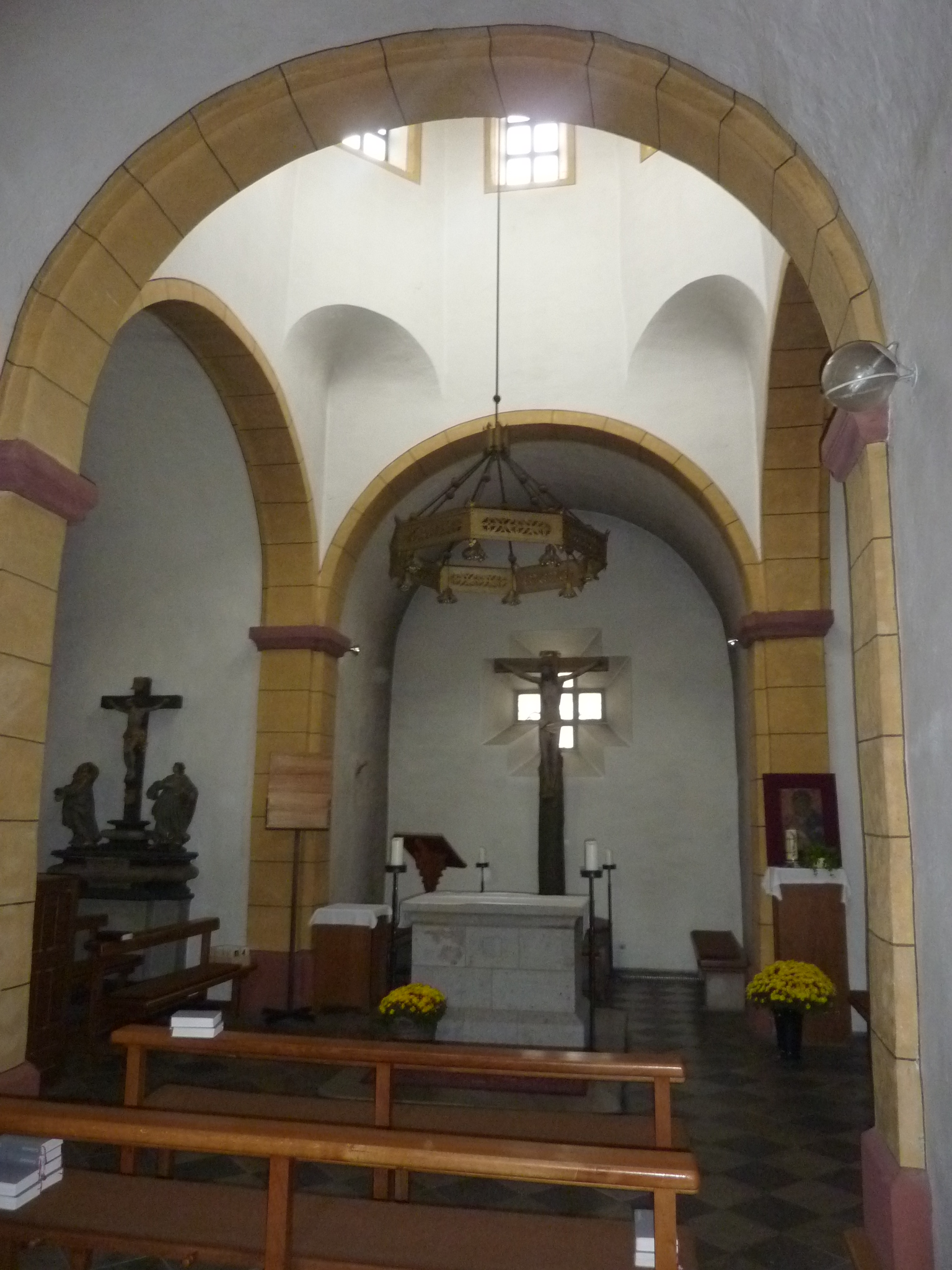
Inneres Richtung Chor

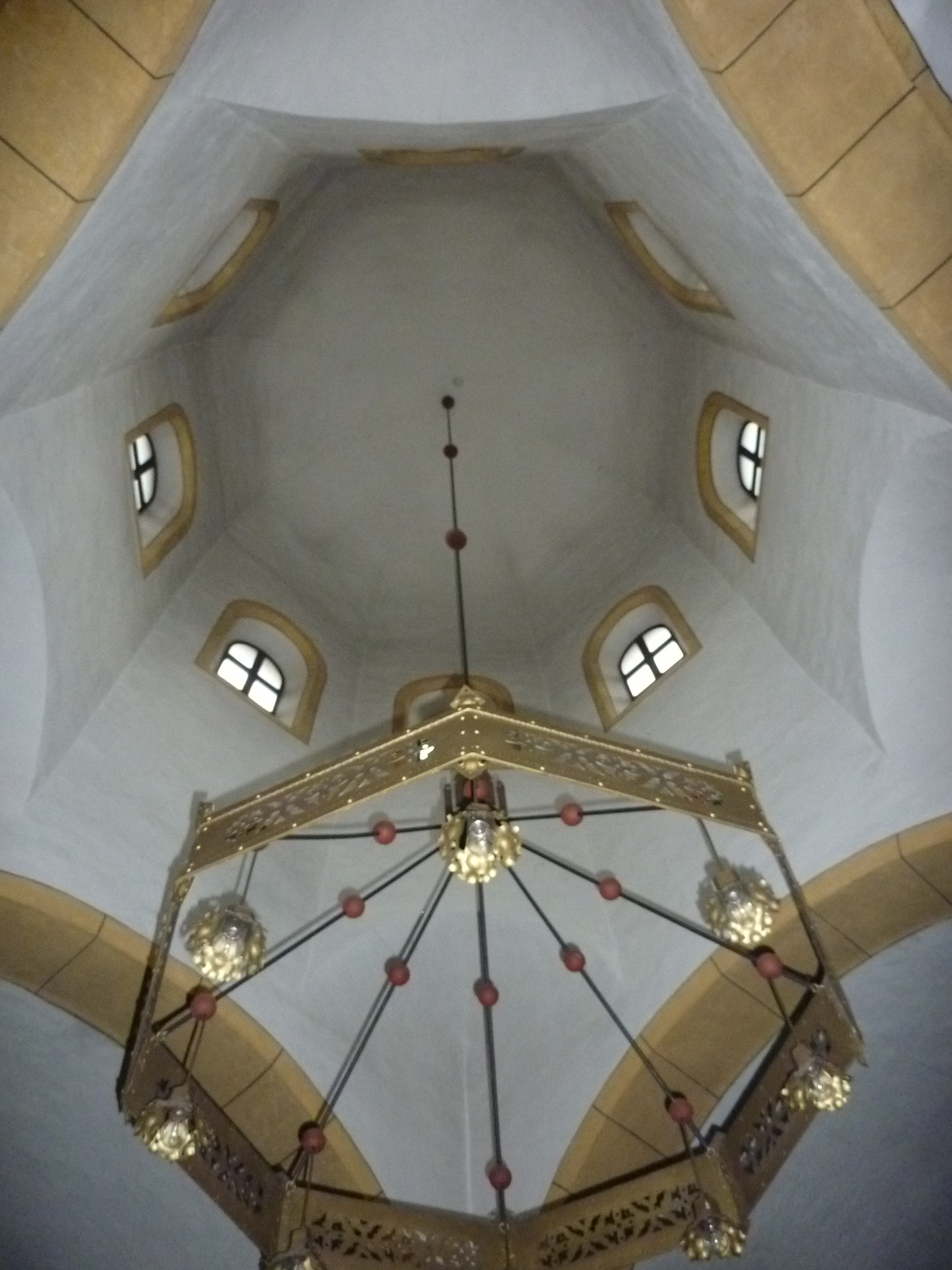
Blick in die Kuppel

Die Kapelle soll im 4. Jahrhundert von der heiligen Helena (248/250–330), der Mutter Konstantins des Großen, gegründet worden sein, die Anfang des 4. Jahrhunderts in Trier lebte. 1050 bis 1060 errichtete der Trierer Dompropst Arnulf vor den Stadtmauern des mittelalterlichen Trier eine romanische Kapelle: Die Arme des kreuzförmigen Baus waren ursprünglich alle gleich lang, und auf der Vierung erhob sich zentral ein achteckiger Turm. Der Zugang erfolgte über ein Portal im Westarm. Auch wenn der Grundriss später verändert wurde, ist die Heiligkreuz-Kapelle damit einer der ältesten deutschen Kirchenbauten in der reinen Kreuzform. – Mehrere Kreuzwege führten von den Trierer Kaiserthermen aus zur Kapelle (1100 Schritte bzw. 7 Fußfälle).
Um 1620 erhielt die Kapelle mehrere bauliche Veränderungen. Der Westarm wurde zu seinen heutigen Abmessungen verlängert. Auf der Ostseite wurden eine Sakristei und ein kapellenähnlicher Bau ergänzt. 1666 wurden Figuren am Westportal gestiftet. Auch erhielt die Kapelle im Barock eine neue Ausstattung im Stil der Zeit.
1911/12 wurde der Kapelle eine Notkirche vorgebaut. 1944 wurde die Kapelle großenteils zerstört und 1945 bis 1958 ohne die vorher bestehenden barocken Elemente wieder aufgebaut; nur der Westanbau wurde in seiner Länge belassen. Der Wiederaufbau wurde 1961 vollendet. Im Rahmen einer Renovierung 1976/77 erhielt die Kapelle wieder ihre ursprüngliche, romanische Farbfassung. Die Gewände des romanischen Portals wurden in die Stirnwand des verlängerten Westarms verlegt.
1960 bis 1962 wurde im Süden der Kapelle die heutige Pfarrkirche nach Plänen des Architekten Gottfried Böhm errichtet. In ihr steht eine Grablegungsgruppe aus dem 17. Jahrhundert, die aus der Heiligkreuz-Kapelle stammt.

## Heutige Nutzung
Neben katholischen Gottesdiensten (Jugendgottesdiensten, Firmungen usw.) finden seit 2010 Russisch-Orthodoxe Liturgien in Kirchenslawischer und Deutscher Sprache statt.

## Orgel
In der Heilig-Kreuz-Kapelle befindet sich ein dreiregistriges Orgelpositiv der Firma Meyer, Heusweiler, aus dem Jahr 1975.

## Fotos

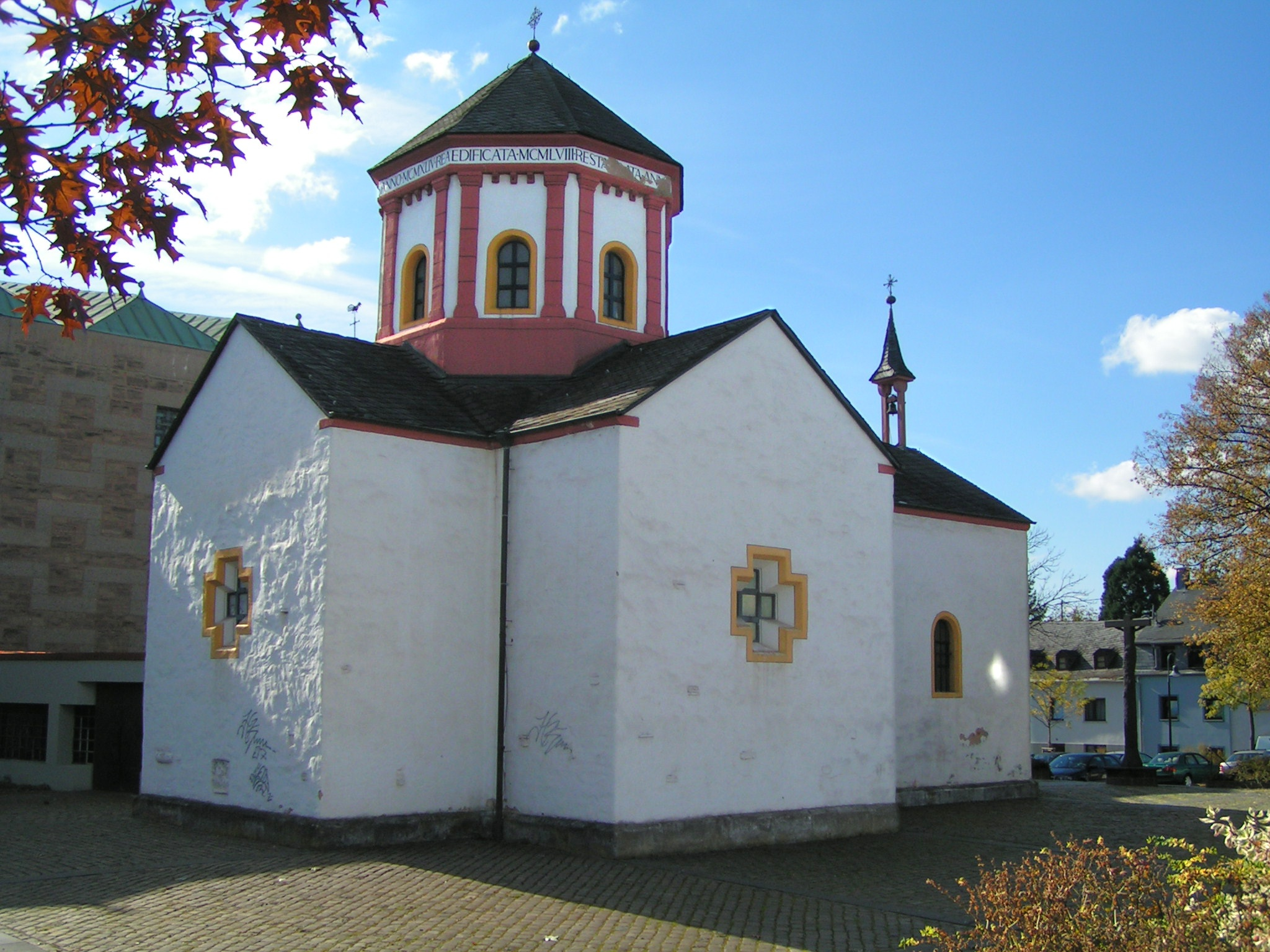
Heiligkreuz-Kapelle und Namensgeber von Alt-Heiligkreuz
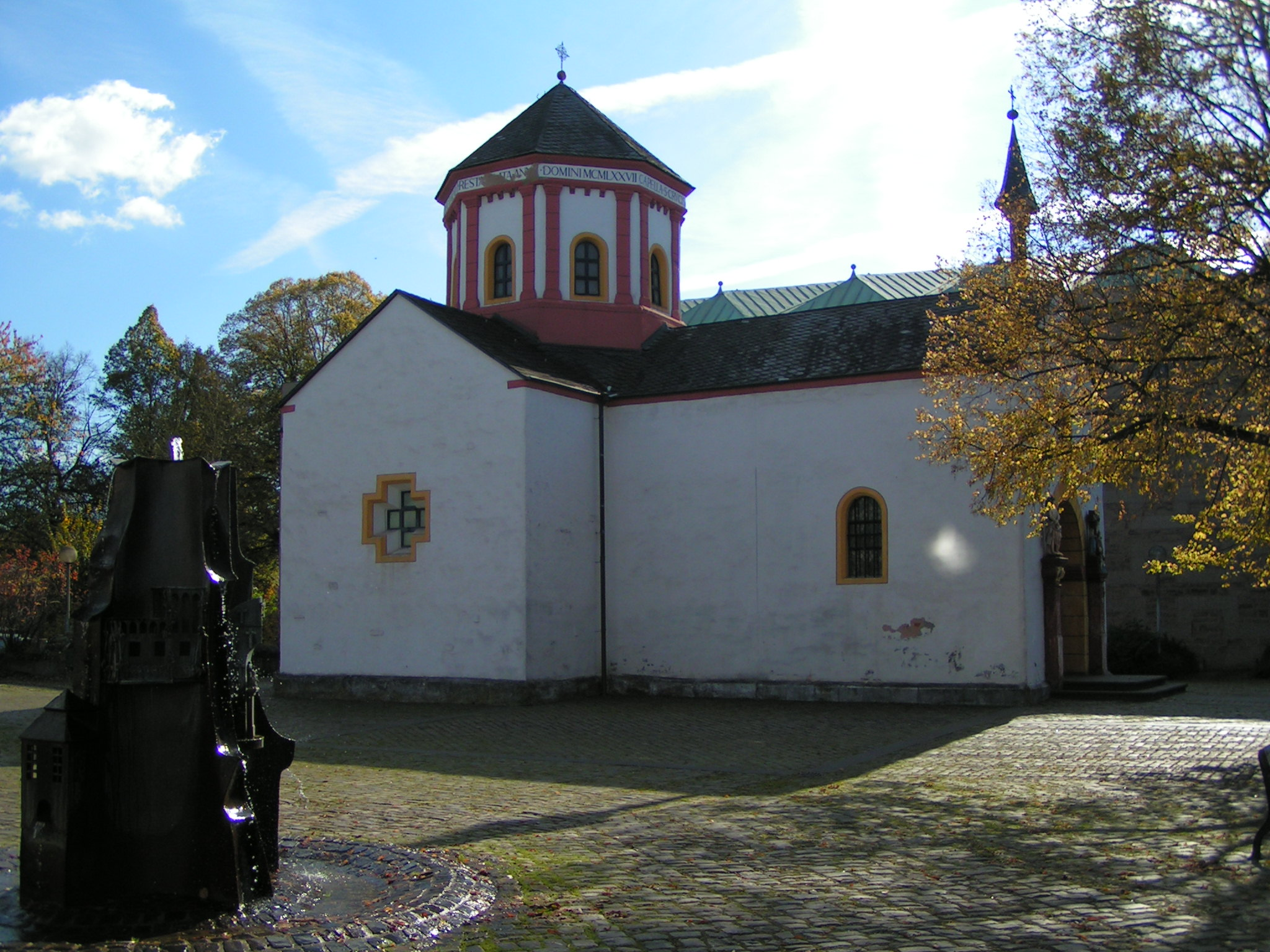
Blick von Norden auf den verlängerten Westarm
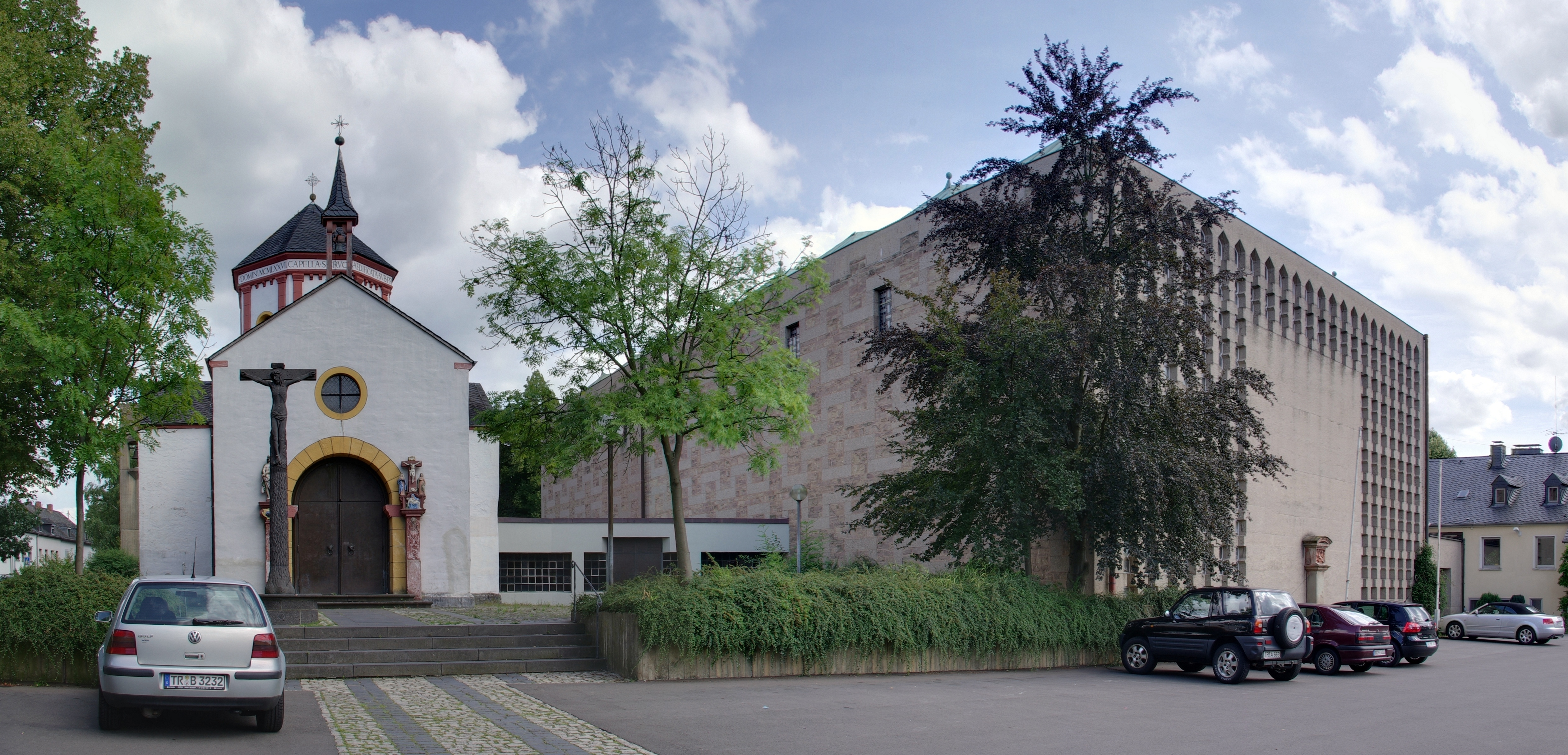
Moderne Pfarrkirche (1960–62) neben der Kapelle
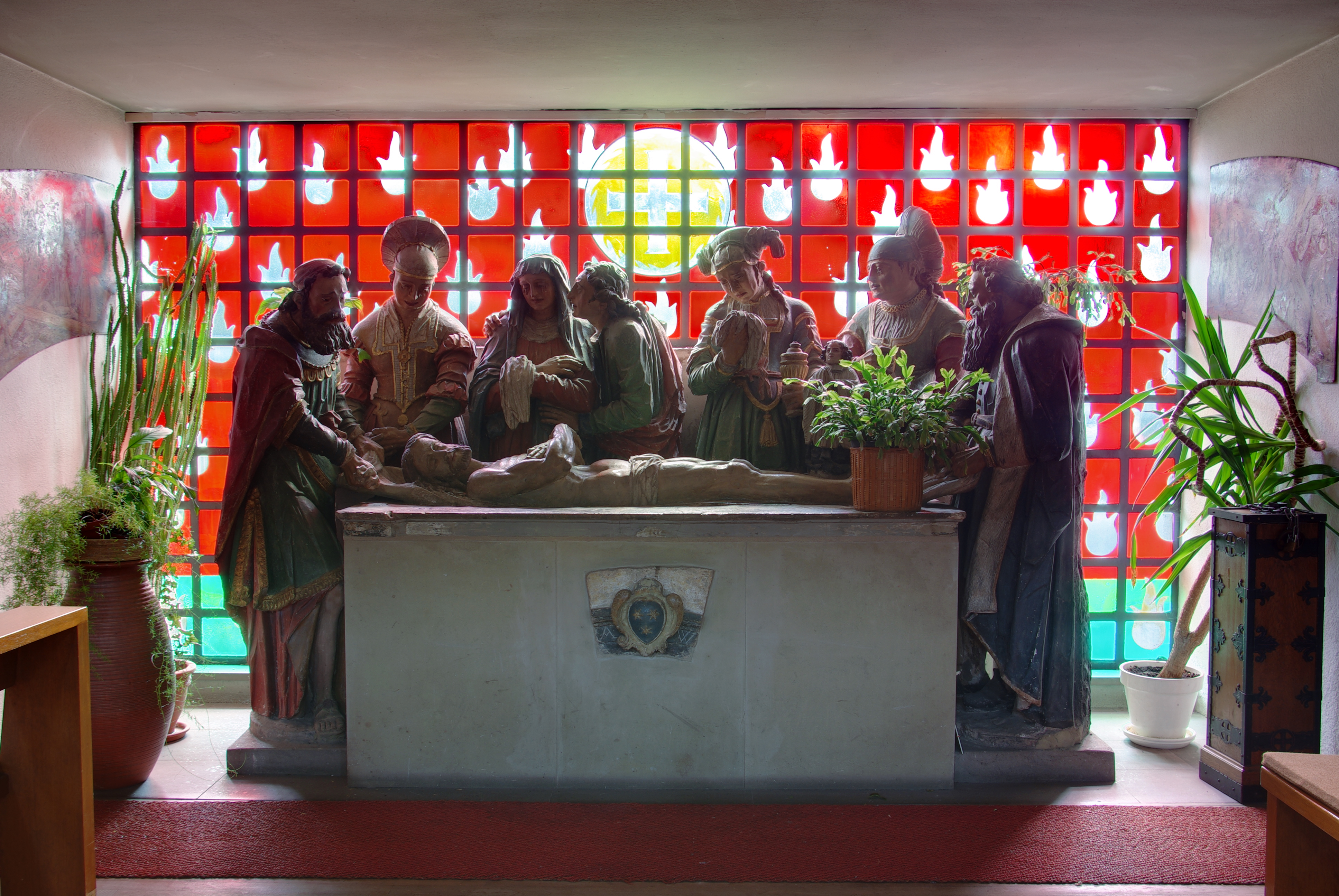
Grablegungsgruppe, heute in der neuen Pfarrkirche
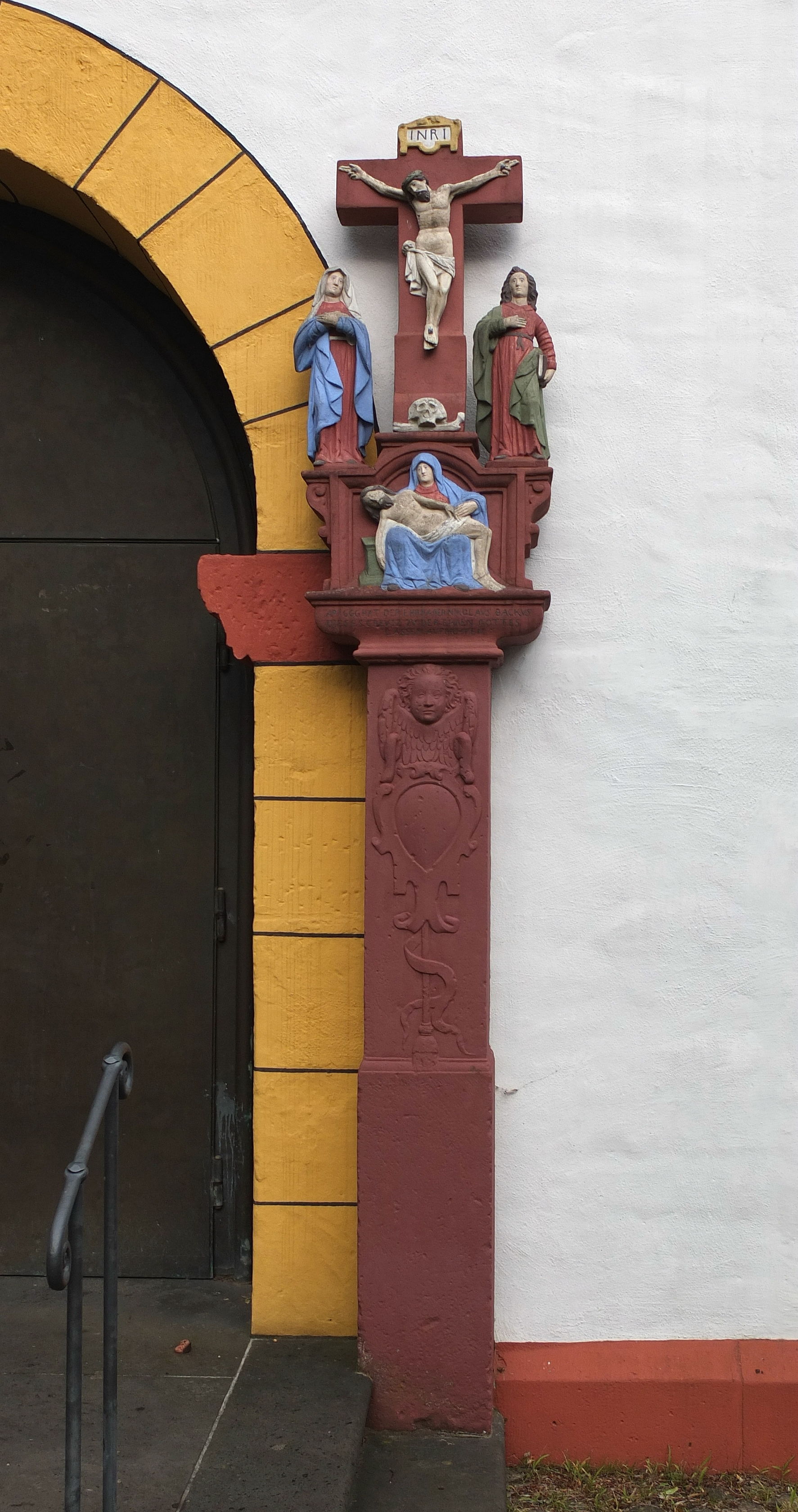
Wegekreuz